# 波德列斯尼亚农村居民点
波德列斯尼亚农村居民点（俄语：Подлесное сельское поселение）是俄罗斯联邦沃洛格达州沃洛格达区所属的一个农村居民点。其下辖有59个居民点，行政中心为奥加尔科沃。据2015年统计，该农村居民点的人口为6142人。